# Leucaena trichandra
Leucaena trichandra är en ärtväxtart som först beskrevs av Joseph Gerhard Zuccarini, och fick sitt nu gällande namn av Ignatz Urban. Leucaena trichandra ingår i släktet Leucaena och familjen ärtväxter. Inga underarter finns listade i Catalogue of Life.